# Zababeč
Zababeč je osada asi 1,5 kilometru severně od Třebušína v okrese Litoměřice. Stojí v Českém středohoří v nadmořské výšce okolo 420 metrů v katastrálním území Třebušín. Založena byla ve čtrnáctém století a během husitských válek zanikla. Obnovena byla až na konci šestnáctého století. Zababeč patřila mezi ulicové vesnice, ale původní struktura usedlostí byla porušena zbořením řady domů a změnou sítě cest.

## Historie
První písemná zmínka o vesnici pochází z roku 1390, kdy Ješek Kamenec z Čakovic prodal část vsi litoměřickému dominikánskému klášteru. Jiná část vesnice patřila Matějovi ze Zababče, který roku 1391 koupil od býčkovické komendy pole u Třebušína. Roku 1412 pravděpodobně tu samou část vesnice vlastnil Zvěst z Lovečkovic, který byl farářem v Malešově. Další zpráva o vsi je až z roku 1514 a zmiňuje pouze pustý dvůr Zababeč v majetku Adama Ploskovského z Drahonic. Pustá vesnice byla roku 1540 připojena k panství hradu Litýš a dva roky později k Býčkovicím. Za Radslava z Vchynic se stala roku 1575 součástí zahořanského panství a byla obnovena.
Vesnice nejspíše zanikla během husitských válek. Do té doby v ní krátkou dobu stávala tvrz, na které sídlil šlechtický rod ze Zababče. Poloha tvrze byla kladena do různých míst v okolí vesnice a badatelé ji někdy spojovali s polohou Na Zámečku, která se nacházela u zaniklého rybníka jihovýchodně od vesnice. Pravděpodobně však stávala na ostrohu nad malým bezejmenným potokem přímo na jižním okraji vesnice na pozemkové parcele č. 886/1.
Po zrušení poddanství se Zababeč stala částí obce Třebušín, kterou byla ještě při sčítání lidu v roce 1950. Při pozdějších sčítáních byla zahrnuta jako součást Třebušína.

## Obyvatelstvo
|           | 1869 | 1880 | 1890 | 1900 | 1910 | 1921 | 1930 | 1950 | 1961 | 1970 | 1980 | 1991 | 2001 | 2011 |
| --------- | ---- | ---- | ---- | ---- | ---- | ---- | ---- | ---- | ---- | ---- | ---- | ---- | ---- | ---- |
| Obyvatelé | 36   | 36   | 39   | 35   | 34   | 37   | 31   | 8    | .    | .    | .    | .    | .    | .    |
| Domy      | 7    | 7    | 7    | 7    | 7    | 7    | 7    | 6    | .    | .    | .    | .    | .    | .    |